# Bernard Hepton
Bernard Hepton, född Francis Bernard Heptonstall den 19 oktober 1925 i Bradford i West Yorkshire, död 27 juli 2018 i Dover i Kent, var en brittisk skådespelare.
Hepton var en mycket mångsidig skådespelare med många ansikten. För svensk TV-publik är han mest känd som kaféägaren och motståndsmannen Albert Foiret i den brittiska TV-serien Hemliga armén 1979–1981.
Bland övriga TV-serier han medverkade i märks John le Carrés Tinker, Tailor, Soldier, Spy (1977–1979), Blodspengar (1981) Kessler (1981), Bleak House (1985), En hondjävuls liv och lustar (1986) och Emma (1996).
Han medverkade även i långfilmer, bland andra Gandhi (1982) och De fördömdas resa (1986).